# Mušići (gmina Kosjerić)
Mušići (cyr. Мушићи) – wieś w Serbii, w okręgu zlatiborskim, w gminie Kosjerić. W 2011 roku liczyła 305 mieszkańców.